# Orzyc (jezioro)
Orzyc (Aryc) – jezioro w województwie warmińsko-mazurskim, w powiecie olsztyńskim, w gminie Barczewo. 
Orzyc ma powierzchnię 57,6 ha. Długość zbiornika wynosi 1,35 km, szerokość natomiast 0,45 km. Głębokość średnia jeziora to 4,6 m, a maksymalna 11,5 m. Orzyc jest położony w odległości około 2 km w kierunku wschodnim od Barczewa. Od strony południowej do zbiornika wpływa struga z jeziora Orzyc Mały (Orzyczek), od północy znajduje się ujście wody prowadzące kanałem do rzeki Pisy. Linia brzegowa o długości 3,8 km rozwinięta jest słabo, zawiera dwa półwyspy. Brzegi łagodne, jedynie po stronie zachodniej w niektórych miejscach strome. Na północnym brzegu miejscowość turystyczna Zalesie. 
Przez Orzyc prowadzi szlak kajakowy. W jeziorze obecne są następujące gatunki ryb: sandacze, szczupaki, leszcze, płocie i węgorze.